# Nicanthes
Nicanthes is een geslacht van vlinders van de familie grasmineermotten (Elachistidae).

## Soorten
- N. rhodoclea Meyrick, 1928